# Ryan Hurst
Ryan Douglas Hurst (Santa Monica, Kalifornia, 1976. június 19. –) amerikai színész.
Ismertebb alakításai voltak az Emlékezz a Titánokra! (2000) és a Katonák voltunk (2002) című filmekben. Szerepelt a Harmadik típusú emberrablások (2002), a Kemény motorosok (2008–2012), a Bates Motel – Psycho a kezdetektől (2015–2017) és a The Walking Dead (2019–2020) című sorozatokban. 2019–2021 között a Harry Bosch – A nyomozó szereplője volt.

## Fiatalkora és pályafutása
A kaliforniai Santa Monicában látta meg a napvilágot. Anyja Candace Kaniecki színészoktató, apja Rick Hurst színész.
Hollywood-i családban felnőve Hurst korán érdeklődni kezdett a show-business világa iránt, legelső szerepét a Saved by the Bell: The New Class című, tizenéveseknek szóló szituációs komédiában kapta. 1998-ban a Ryan közlegény megmentése című filmben alakította Mandelsohnt, egy átmeneti halláskárosodást szenvedett ejtőernyőst. 2002-ben szerepelt a Katonák voltunk című, szintén háborús filmben. 2004-ben a Betörő az albérlőm című thriller-vígjátékban tűnt fel, 2005-ben pedig a TNT Wanted: Élve vagy halva című rendőrdrámájában kapott szerepet. 2005 és 2007 között A médium című sorozattal vált ismertté a tévénézők számára, mint a címszereplő Allison DuBois féltestvére, Michael Benoit.
Hurst számára a filmes áttörést és hírnevet az FX televíziós csatorna Kemény motorosok (Sons of Anarchy) című bűnügyi drámája jelentette, melyben Harry „Opie” Winstont alakította. A sorozat története alapján a SAMCRO nevű, törvényen kívüli motorosbanda tagjaként Opie öt év után frissen szabadult a börtönből és próbálja tisztességes munkából eltartani családját. Anyagi problémái miatt azonban kénytelen visszatérni a bűnözéshez, felesége tiltakozása ellenére. A szereplő – aki eredetileg visszatérő szereplő lett volna, később mégis főszereplővé léptették elő – a rajongók egyik kedvencévé vált. Alakításáért Hurst 2011-ben Satellite Award-ot nyert, a legjobb férfi mellékszereplő sorozatban, minisorozatban vagy televíziós filmben kategóriában.
A Sons of Anarchy befejezését követően, a 2010-es évek közepétől Hurst a Bates Motel – Psycho a kezdetektől és az Igazi kívülállók című sorozatokban töltött be fontosabb szerepeket. 2018 augusztusában jelentették be, hogy a The Walking Dead című sorozat 9. évadában a gonosztevő Beta szerepét osztották a színészre.

## Magánélete
1994-ben ismerte meg későbbi feleségét, Molly Cooksont, akivel 2005 májusában házasodtak össze. Közösen alapítottak egy filmprodukciós céget, Fast Shoes néven.

## Filmográfia

### Film
| Év   | Magyar cím                | Eredeti cím               | Szerep                | Magyar hang      |
| ---- | ------------------------- | ------------------------- | --------------------- | ---------------- |
| 1997 | A jövő hírnöke            | The Postman               | Eddie March           | Minárovits Péter |
| 1998 | Patch Adams               | Patch Adams               | Neil                  | F. Nagy Zoltán   |
| 1998 | Ryan közlegény megmentése | Saving Private Ryan       | Mandelsohn            | Kárpáti Levente  |
| 2000 | A bevetés szabályai       | Rules of Engagement       | Hustings              |                  |
| 2000 | Emlékezz a Titánokra!     | Remember the Titans       | Gerry Bertier         | Csőre Gábor      |
| 2001 |                           | Perfect Lover             | srác                  |                  |
| 2001 | Vénusz és Mars            | Venus and Mars            | Roberto               |                  |
| 2002 | Katonák voltunk           | We Were Soldiers          | Ernie Savage őrmester | Dózsa Zoltán     |
| 2002 | Kovbojok és bolondok      | Lone Star State of Mind   | Tinker                | Sörös Sándor     |
| 2004 | Betörő az albérlőm        | The Ladykillers           | 'Tönk' Hudson         | Zámbori Soma     |
| 2006 | Nemes tettek              | Noble Things              | Kyle Collins          |                  |
| 2008 |                           | Chasing the Green         | Ross Franklin         |                  |
| 2011 | Rango                     | Rango                     | Jedidiah (hangja)     | Kálid Artúr      |
| 2013 | CBGB                      | CBGB                      | Mad Mountain          | Sarádi Zsolt     |
| 2018 | Millió darabra törve      | A Million Little Pieces   | Hank                  | Schneider Zoltán |
| 2020 |                           | Superman: Man of Tomorrow | Lobo (hangja)         |                  |

### Televízió
| Év        | Magyar cím                               | Eredeti cím                       | Szerep                | Megjegyzések                                       |
| --------- | ---------------------------------------- | --------------------------------- | --------------------- | -------------------------------------------------- |
| 1993      |                                          | Saved by the Bell: The New Class  | Crunch Grabowski      | 2 epizód                                           |
| 1994      | Beverly Hills 90210                      | Beverly Hills, 90210              | színésztanonc         | 1 epizód                                           |
| 1995–1996 |                                          | Campus Cops                       | Wayne Simko           | 9 epizód                                           |
| 1995      | JAG – Becsületbeli ügyek                 | JAG                               | Dirk Grover           | 1 epizód                                           |
| 1996      |                                          | Boston Common                     | Nikolai               | 2 epizód                                           |
| 1996      |                                          | Wings                             | Barry                 | 1 epizód                                           |
| 1999      | Doktorok                                 | L.A. Doctors                      | Kevn Raives           | 2 epizód                                           |
| 2002      | Angyali érintés                          | Touched by an Angel               | Doug                  | 1 epizód                                           |
| 2002      | John Doe – A múlt nélküli ember          | John Doe                          | Elvis Braithwaite     | 1 epizód                                           |
| 2002      | Harmadik típusú emberrablások            | Taken                             | felnőtt Tom Clarke    | 5 epizód                                           |
| 2004      | Dr. Vegas – A szerencsedoki              | Dr. Vegas                         | Steve                 | 1 epizód                                           |
| 2005      | Doktor House                             | House                             | Sam McGinley          | 1 epizód                                           |
| 2005      | Wanted: Élve vagy halva                  | Wanted                            | Jimmy McGloin ügynök  | 13 epizód                                          |
| 2005–2007 | A médium                                 | Medium                            | Michael Benoit        | 3 epizód                                           |
| 2006      | Everwood                                 | Everwood                          | Ed Carnahan           | 1 epizód                                           |
| 2006      | CSI: Miami helyszínelők                  | CSI: Miami                        | Michael Lloyd nyomozó | 1 epizód                                           |
| 2007      | Áldott jó nyomozó                        | Raines                            | Marko Rossi           | 1 epizód                                           |
| 2007      |                                          | Heartland                         | Mark Evans            | 1 epizód                                           |
| 2008–2012 | Kemény motorosok                         | Sons of Anarchy                   | Harry 'Opie' Winston  | - 54 epizód - magyar hangja: - Petridisz Hrisztosz |
| 2011      | Esküdt ellenségek: Különleges ügyosztály | Law & Order: Special Victims Unit | Doug Loveless         | 1 epizód                                           |
| 2013      |                                          | King & Maxwell                    | Edgar Roy             | 10 epizód                                          |
| 2015–2017 | Bates Motel – Psycho a kezdetektől       | Bates Motel                       | Chick Hogan           | 15 epizód                                          |
| 2016–2017 |                                          | Outsiders                         | Little Foster         | 26 epizód                                          |
| 2019–2020 | The Walking Dead                         | The Walking Dead                  | Beta                  | 14 epizód                                          |
| 2019      | Fear the Walking Dead                    | Fear the Walking Dead             | Beta                  | 1 epizód                                           |
| 2020–2022 | S.W.A.T. – Különleges egység             | S.W.A.T.                          | Terry Luca            | 4 epizód                                           |
| 2021      | Üdv a Paradicsomban                      | Paradise City                     | Oliver Ostergaard     | 8 epizód                                           |
| 2021–2022 | A Titokzatos Benedict Társaság           | The Mysterious Benedict Society   | Milligan              | főszereplő (16 epizód)                             |

## Díjak és jelölések
| Év   | Díj             | Kategória                                                         | Jelölt mű        | Eredmény |
| ---- | --------------- | ----------------------------------------------------------------- | ---------------- | -------- |
| 2011 | Satellite Award | legjobb férfi mellékszereplő (sorozat, minisorozat vagy tévéfilm) | Kemény motorosok | Elnyerte |